# Au cœur des volcans : Requiem pour Katia et Maurice Krafft
Pour plus de détails, voir Fiche technique et Distribution.
Au cœur des volcans : Requiem pour Katia et Maurice Krafft (titre original : The Fire Within: A Requiem for Katia and Maurice Krafft) est un film documentaire franco-britannico-suisse écrit et réalisé par Werner Herzog et sorti en 2022.

## Synopsis
Le film utilise des images tournées par les vulcanologues Katia et Maurice Krafft, à qui Herzog donne le statut de cinéastes.

## Fiche technique
- Titre original : The Fire Within: A Requiem for Katia and Maurice Krafft
- Titre français : Au cœur des volcans : Requiem pour Katia et Maurice Krafft
- Réalisation et scénario : Werner Herzog
- Photographie : Henning Brümmer
- Montage : Marco Capalbo
- Musique : Ernst Reijseger
- Production : Alexandre Soullier, Mandy Leith et Julien Dumont
- Sociétés de production : Arte France, Bonne Pioche, Brian Leith Productions, Titan Films
- Pays de production : France, Royaume-Uni, Suisse
- Langue originale : Anglais
- Format : Couleur
- Genre : Documentaire
- Durée : 81 minutes
- Dates de sortie :
  - États-Unis : 17 juillet 2022 (Internet)
  - France : 24 septembre 2022 (Internet, arte.tv) ; 1er octobre 2022 (diffusion TV sur Arte[2]) ; 18 décembre 2024 (sortie en salles)[3]

## Distribution
- Katia Krafft : elle-même
- Maurice Krafft : lui-même

## Sortie et accueil

### Accueil critique
En France, le site Allociné donne une moyenne de 3,9⁄5, d'après l'interprétation de 14 critiques de presse.